# (39677) Anagaribaldi
(39677) Anagaribaldi (1996 EG) – planetoida z pasa głównego asteroid okrążająca Słońce w ciągu 5,65 lat w średniej odległości 3,17 j.a. Odkryta 13 marca 1996 roku.